# 美國壽險管理學會
美國壽險管理學會（英文 LOMA, 前稱Life Office Management Association）成立於1932年，是一個總部設於美國的保險業协会，並在全球超過70個國家運作及向保險業從業員提供資格認證培訓。

## 資格認證
- 美國壽險管理師 (FLMI: Fellow, Life Management Institute)
- 準保險監管合規師(AIRC: Associate, Insurance Regulatory Compliance)

## 外部連結
- 美國壽險管理學會官方網站 （页面存档备份，存于） (英文)
- 美國壽險管理學會官方網站 （页面存档备份，存于） (中文)